# Panic Zone
Panic Zone é o single de estreia do grupo de gangsta rap N.W.A.. Esse single foi lançando antes do primeiro álbum do grupo, o N.W.A. and the Posse tambem de 1987.

## Lado A
- Panic Zone
- 8-Ball (Radio Edit)
- Dopeman (Radio Edit)

## Lado B
- Dopeman (Original Version)
- 8-Ball (Original Version)

## Formação
- Eazy-E - Vocal, Produção Executiva
- Dr. Dre - Produção, Vocal
- Arabian Prince - Composição, Produção, Vocal
- Ice Cube - Composição, Vocal
- Krazy-Dee - Composição, Vocal
- MC Ren - Vocal menor (na música 8-Ball)